# Loughlinstown
Loughlinstown är en ort i republiken Irland.   Den ligger i provinsen Leinster, i den östra delen av landet, 13 km sydost om huvudstaden Dublin. Loughlinstown ligger 17 meter över havet och antalet invånare är 3 665.
Terrängen runt Loughlinstown är platt norrut, men åt sydväst är den kuperad. Havet är nära Loughlinstown österut.  Närmaste större samhälle är Dublin, 12,5 km nordväst om Loughlinstown. 